# Yi
A Yi (nevének jelentése: „különös szárny”) a hüllők (Reptilia) osztályának dinoszauruszok csoportjába, ezen belül a hüllőmedencéjűek (Saurischia) rendjébe, és a Theropoda alrendjébe tartozó nem.

## Felfedezése

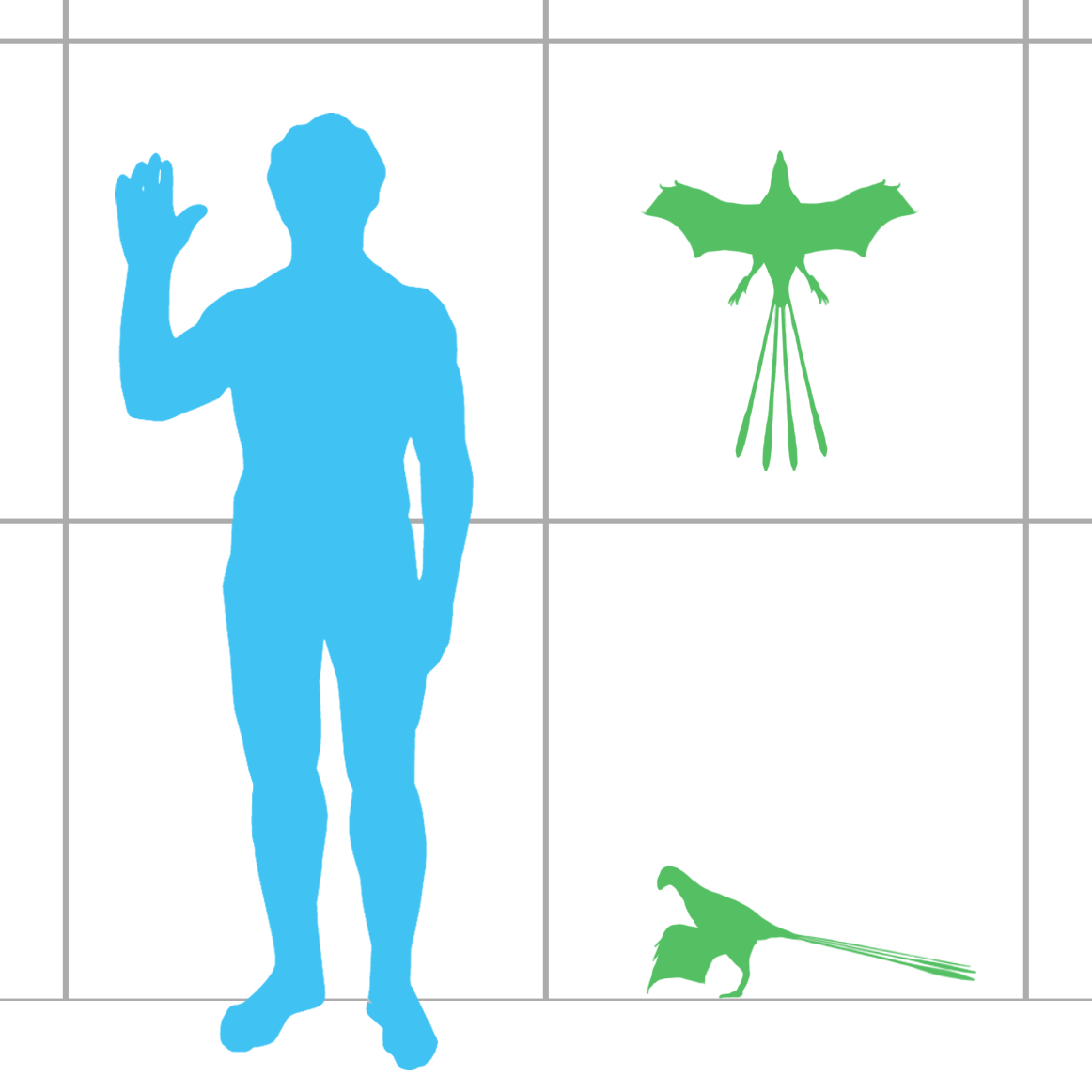
Az ember méretéhez viszonyítva

Ezt a különleges dinoszauruszt a kínai Hopej tartomány területén levő Mutoudeng falu kőbányájában fedezte fel egy helybéli farmer. A farmer 2007-ben eladta a kövületet a Shandong Tianyu Természettudományi Múzeumnak. A múzeum egyik technikus, Ding Xiaoqing miközben megvizsgálta a kövületet, rájött, hogy nem hamisítvány, sőt valami különleges, eddig még nem látott dinoszaurusz őrzője. További kutatások után, 2015. április 29.-én kiadták az állatról szóló első leírást a „Nature” című folyóiratban. A kutatócsoport vezére a kínai paleontológus, Xu Xing volt, a csapata pedig Zheng Xiaoting, Corwin Sullivan, Wang Xiaoli, Xing Lida, Wang Yan, Zhang Xiaomei, Jingmai O'Connor, Zheng Fucheng Zhang és Pan Yanhong kutatokból állt. Ez a dinoszaurusz, körülbelül ezelőtt 160 millió évvel élt, a késő jura korszak elején. Az egész faj, csak egyetlenegy példánynak, a holotípusnak STM 31-2 köszönhetően ismerünk.
Ez a maniraptora dinoszaurusz Scansoriopterygidae családba lett besorolva. A kladisztikai vizsgálatoknak nem sikerült kimutatniuk, hogy a családon belül, hová is helyezhető, a Scansoriopteryxszel vagy talán az Epidexipteryxszel rokonítható. A kutatások alapján a Scansoriopterygidae családcsoport a legbazálisabb, azaz alapibb klád a Paraves csoporton belül.

## Leírása
A 380 grammjával a Yi qi egy nagyobb galambtermetű maniraptora volt. A csuklóiból egy-egy hosszú és vékony csont, amely egy olyan bőrhártyát volt képes kifeszíteni, mint amilyennel a denevérek és a pteroszauruszok rendelkeznek. A testét borzas, sörteszerű tollazat fedte. A melanoszómás tesztek alapján kiderült, hogy míg a testet borító tollazat világosszürke, vagy ezüstös lehetett; ezzel szemben a tarkót és fejet borító rész inkább sötétszürke vagy fekete volt.
Fán lakó állat volt, mely valószínűleg siklórepülésre volt képes, semmint aktív repülésre.

## Fordítás
- Ez a szócikk részben vagy egészben  a   Yi (dinosaur) című angol Wikipédia-szócikk ezen változatának fordításán alapul.  Az eredeti cikk szerkesztőit annak laptörténete sorolja fel. Ez a jelzés csupán a megfogalmazás eredetét és a szerzői jogokat jelzi, nem szolgál a cikkben szereplő információk forrásmegjelöléseként.